# Centrotoclytus rufiventris
Centrotoclytus rufiventris är en skalbaggsart som beskrevs av Aurivillius 1925. Centrotoclytus rufiventris ingår i släktet Centrotoclytus och familjen långhorningar. Inga underarter finns listade.